# Frith Common
Frith Common – wieś w Anglii, w hrabstwie Worcestershire, w dystrykcie Malvern Hills. Leży 22 km na północny zachód od miasta Worcester i 184 km na północny zachód od Londynu.